# Turn to the Right
Turn to the Right is een Amerikaanse filmkomedie uit 1922 onder regie van Rex Ingram.

## Verhaal
De boerenzoon Joe Bascom wil een nieuw leven beginnen in de grote stad. Hij wordt er beticht van een misdaad en komt in de gevangenis terecht. Daar sluit hij vriendschap met Gilly en Mugsy. Na zijn vrijlating neemt hij hen met zich mee naar de boerderij. Hij ontdekt er dat Deacon Tillinger de boomgaard van zijn moeder wil inpikken. De drie kameraden schieten haar te hulp en Joe wordt verliefd op de dochter van Tillinger.

## Rolverdeling
| Acteur          | Personage        |
| --------------- | ---------------- |
| Alice Terry     | Elsie Tillinger  |
| Jack Mulhall    | Joe Bascom       |
| Harry Myers     | Gilly            |
| George Cooper   | Mugsy            |
| Edward Connelly | Deacon Tillinger |
| Lydia Knott     | Mevrouw Bascom   |
| Betty Allen     | Betty Bascom     |
| Margaret Loomis | Jessie Strong    |
| Billy Bletcher  | Sammy Martin     |
| Eric Mayne      | Mijnheer Morgan  |
| Ray Ripley      | Lester Morgan    |